# Hwang Min-hyun
Hwang Min-hyun (Hangul: 황민현; n. 9 august 1995, Busan, Coreea de Sud) este un cântăreț din Coreea de Sud. El a fost descoperit de agenția Pledis Entertainment la cincisprezece ani. După doi ani de training, Min-hyun a debutat ca membru al trupei de băieți NU’EST în 2012. În 2017, acesta a reprezentat Pledis Entertainment în show-ul de tip survival Produce 101 Sezonul 2, clasându-se pe locul nouă și devenind membru Wanna One .

## Carieră

### Pre-debut
Înainte de debut, a apărut în videoclipul trupei Orange Caramel pentru single-ul lor „Shanghai Romance”.

### 2012–2016: NU’EST
Pe 15 martie 2012, Min-hyun a debutat ca membru al NU'EST cu melodia „Face”.
În 2015, Min-hyun a colaborat cu artistiul indie Fromm pentru melodia „Aftermath”. În 2016, Pledis Entertainment a lansat videoclipul lui Min-hyun și JR pentru melodia „Daybreak”, care face parte din cel de-al cincilea mini album Canvas al lui NU’EST. 

### 2017–2018:Produce 101și Wanna One
În 2017, 4 membrii NU’EST au participat la cel de-al doilea sezon al show-ului Produce 101.
În finală, Min-hyun a primit 862,719 voturi, clasându-se pe locul 9 și devenind unul dintre cei 11 membri finali care au debutat în Wanna One. În conformitate cu contractul, el nu a promovat cu NU’EST timp de un an jumătate până la despărțirea Wanna One din decembrie 2018.

## Discografie

### Single-uri
| Titlu                                                                        | An   | Poziții de vârf | Album                         |
| Titlu                                                                        | An   | KOR             | Album                         |
| ---------------------------------------------------------------------------- | ---- | --------------- | ----------------------------- |
| "Love Letter" (Son Dam-bi & After School feat. Ara, Hyelim, Minhyun, Baekho) | 2011 | 37              | Happy Pledis 2nd Album        |
| "Aftermath" (후유증) (FROMM feat. Minhyun)                                   | 2015 | —               | Non-album single              |
| "Overcome Acoustic ver." (Minhyun și Joshua)                                 | 2016 | —               | Special Rendition - Q Project |
| "Universe" (별의 언어)                                                       | 2019 | 88              | Happily Ever After            |

## Filmografie

### Seriale de televiziune
| An        | Titlu             | Canal      | Rol       |
| --------- | ----------------- | ---------- | --------- |
| 2013-2014 | Reckless Family 3 | MBC Every1 | El însuși |

### Emisiuni TV
| An   | Titlu                 | Canal | Rol       |
| ---- | --------------------- | ----- | --------- |
| 2017 | Produce 101 Sezonul 2 | MNet  | Concurent |

### Teatru muzical
| An   | Titlu            | Rol                     | Ref.          |
| ---- | ---------------- | ----------------------- | ------------- |
| 2019 | Marie Antoinette | Contele Axel Von Fersen | [ 13 ] [ 14 ] |